# Burkina Faso
Il Burkina Faso (AFI: [burˈkina ˈfazo]), fino al 1984 Alto Volta (in francese Haute-Volta), è uno Stato indipendente dell'Africa occidentale privo di sbocchi sul mare. Ha una superficie di 274200 km² e confina con il Mali a nord, il Niger a est, il Benin a sud-est, il Togo e il Ghana a sud e la Costa d'Avorio a sud-ovest. La sua capitale è Ouagadougou e la sua forma di governo è una repubblica semipresidenziale il cui capo dello Stato, eletto ogni cinque anni, è anche responsabile dell'esecutivo. I suoi abitanti si chiamano burkinabé, in italiano termine invariato in genere e numero. La popolazione totale stimata è di poco più di 21,5 milioni di persone.
Ex colonia francese fino al 1960, in tale anno ottenne l'indipendenza assumendo il nome di Alto Volta, dal nome dell'omonimo fiume il cui corso superiore attraversa il Paese. Il 2 agosto 1984 l'allora presidente Thomas Sankara cambiò il nome dell'Alto Volta in Burkina Faso che significa "la terra degli uomini integri" in more e in bambara, parlate rispettivamente dall'etnia mossi e dall'etnia dioula che vivono nel Paese. Il decreto presidenziale venne confermato dall'Assemblea Nazionale due giorni dopo.
Il gruppo etnico più numeroso del Paese è quello dei Mossi, che si insediarono nella zona tra l'XI e il XIII secolo. I Mossi fondarono regni potenti come quello di Ouagadougou, Tenkodogo e Yatenga. Nel 1896 fu colonizzata dai francesi, entrando a far parte dell'Africa Occidentale Francese; nel 1958 l'Alto Volta divenne una colonia autonoma all'interno della Comunità francese. Nel 1960 ottenne la piena indipendenza con Maurice Yaméogo come presidente. Seguendo le sorti di altri Paesi africani decolonizzati, il Burkina Faso è stato caratterizzato per buona parte della sua storia indipendente da vari colpi di Stato e dittature esplicite o de facto: un primo rovesciamento di regime si ebbe nel 1966, cui fece seguito un periodo dittatoriale fino al 1978; un secondo avvenne nel 1980 con un governo poi esautorato nel 1980; successivamente, fu instaurato il regime di impronta socialista e terzomondista di Thomas Sankara. Questo governo fu ricordato per aver lanciato un ambizioso programma socioeconomico che comprendeva una campagna di alfabetizzazione a livello nazionale, la ridistribuzione delle terre ai contadini, la costruzione di ferrovie e strade e la messa al bando delle mutilazioni genitali femminili, dei matrimoni forzati e della poligamia. Sankara fu successivamente ucciso nel colpo di Stato del 1987 guidato da Blaise Compaoré che tenne il potere dal 1987 al 2014; da tale data il Burkina Faso fu guidato da governi civili. Recentemente il Paese è stato soggetto ad un colpo di Stato, il 24 gennaio 2022, con l’annuncio da parte dei militari di aver preso il controllo del Paese e del governo e di aver posto agli arresti il Presidente. Il 30 settembre 2022, tuttavia, a meno di un anno dalla loro ascesa, i golpisti subiscono un contro-golpe e vengono destituiti da un'altra fazione dell’esercito che, conseguentemente, prende il potere nel paese, annunciando, come di consueto, lo scioglimento del governo, la sospensione della costituzione e di tutte le attività politiche, l’introduzione di un coprifuoco notturno e la chiusura dei confini e degli spazi aerei nazionali.
Dal 2018 si sono inoltre progressivamente intensificate le attività di gruppi estremisti islamici che sono giunti a controllare gran parte del nord-est della nazione, in particolare quelle di Al-Qaida nel Maghreb islamico e dello Stato Islamico del Grande Sahara.
La lingua ufficiale del Burkina Faso è il francese e la sua valuta è il franco CFA dell'UEMOA, moneta condivisa con Paesi della stessa area africana come Benin, Costa d'Avorio, Niger e Senegal.
Burkina Faso, Mali e Niger hanno annunciato la formazione della "Confederazione degli Stati del Sahel", che raggruppa i tre paesi per scopi militari, economici e di sicurezza.

## Etimologia del nome
Un tempo conosciuta come Repubblica dell'Alto Volta, il Paese è stato ribattezzato "Burkina Faso" il 4 agosto 1984 dall'allora presidente Thomas Sankara. Le parole "Burkina" e "Faso" derivano da lingue diverse parlate nel Paese: "Burkina" deriva dalla lingua mossi e significa "retto", a dimostrazione di come la popolazione sia orgogliosa della propria integrità, mentre "Faso" deriva dalla lingua dioula (come scritto in N'Ko: ߝߊ߬ߛߏ߫ faso) e significa "patria" (letteralmente, "casa del padre"). Il suffisso "-bè" aggiunto a "Burkina" per formare il demonimo "Burkinabé" deriva dalla lingua fula e significa "donne o uomini"; dunque l'etimologia può essere riassunta come "terra degli uomini onesti (incorruttibili)".
La colonia francese dell'Alto Volta fu chiamata così per la sua posizione sui corsi superiori del fiume Volta (Volta nero, rosso e bianco).

## Storia

### Preistoria
Come tutta l'Africa occidentale la regione del Burkina Faso fu abitata fin dall'antichità (dai 12 000 ai 5 000 anni prima dell'era volgare) da popolazioni di cacciatori-raccoglitori; strumenti di pietra di questo periodo sono stati ritrovati a partire dal 1973. I primi insediamenti agricoli apparvero fra il 3600 e il 2600 a.C. Di quell'epoca risalgono i resti della cultura di Bura, una civiltà dell'età del ferro che era situata nella parte sud-occidentale dell'odierno Niger e nella parte sud-orientale dell'attuale Burkina Faso. Fra il XV e il X secolo a.C. si sviluppò l'uso del ferro, della ceramica e della pietra levigata; a questo periodo risalgono anche i primi ritrovamenti che testimoniano riti funebri. La lavorazione del ferro, nella fusione e nella forgiatura di utensili e armi, si era sviluppata nell'Africa subsahariana già nel 1200 a.C. Ad oggi, le più antiche testimonianze di fusione del ferro rinvenute in Burkina Faso risalgono all'800-700 a.C. e fanno parte dei siti della Ancient Ferrous Metallurgy, facenti parte del patrimonio dell'umanità.

### Età moderna

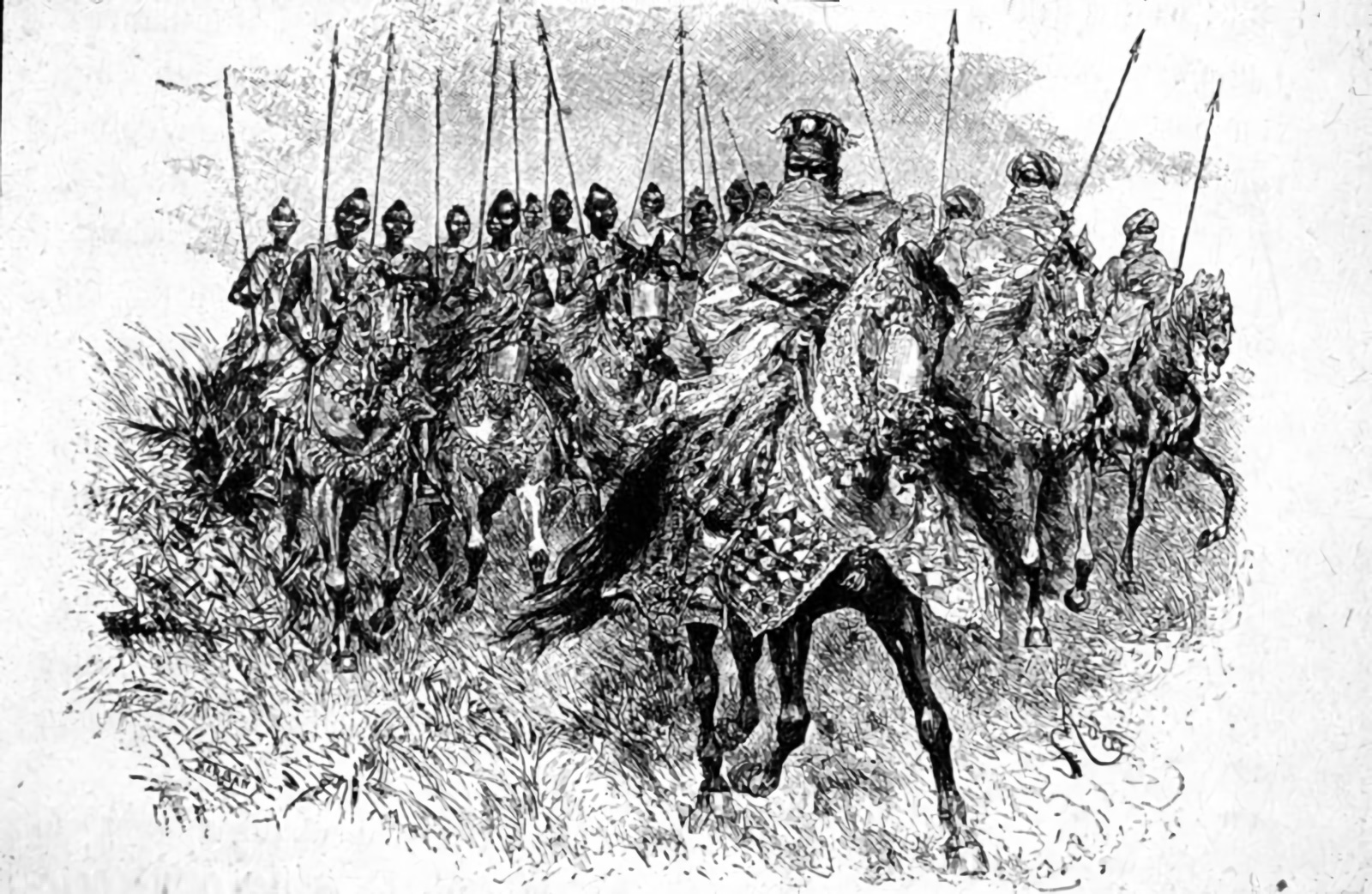
La cavalleria dei Regni Mossi era esperta nelle incursioni in profondità nel territorio nemico, anche contro il formidabile Impero del Mali.

Ad oggi si discute sulle date esatte in cui i numerosi gruppi etnici del Burkina Faso arrivarono nella regione. I Proto-Mossi arrivarono nella parte orientale dell'attuale Burkina Faso tra l'VIII e l'XI secolo, i Samo arrivarono intorno al XV secolo, i Dogon vissero nelle regioni settentrionali e nordoccidentali del Burkina Faso fino al XV o XVI secolo, in seguito migrati verso Bandiagara. Molti degli altri gruppi etnici che compongono la popolazione del Paese arrivarono nella regione in questo periodo. Altre popolazioni non ancora identificate costruirono alte mura nel sudovest e in Costa d'Avorio.
Durante il medioevo, i Mossi fondarono diversi regni separati, tra cui quelli di Tenkodogo, Yatenga, Zandoma e Ouagadougou. La tradizione vuole che questi regni furono fondati dalla principessa Yennenga e dalla sua discendenza. Tra il 1328 e il 1338 i guerrieri Mossi fecero incursioni a Timbuctù, ma furono sconfitti da Sonni Ali di Songhai nella battaglia di Kobi, in Mali, nel 1483.
Agli inizi del XVI secolo i Soghai condussero numerose incursioni per catturare schiavi nelle regioni dell'odierno Paese. Fra il XV e il XVI secolo d.C. la regione del Burkina Faso fu uno dei centri economici più importanti dell'impero Songhai.

### Età contemporanea
A partire dall'inizio degli anni Novanta dell'Ottocento, durante la spartizione dell'Africa, una serie di ufficiali militari europei tentò di rivendicare parti dell'attuale Burkina Faso. A volte questi colonialisti e i loro eserciti combatterono le popolazioni locali; a volte strinsero alleanze con loro e stipularono trattati. Anche gli ufficiali colonialisti e i loro governi di origine stipularono trattati tra di loro. I francesi iniziarono la colonizzazione della regione del Burkina Faso nel 1896, sottomettendo il regno Mossi di Ouagadougou. Le regioni orientali e occidentali, dove uno stallo contro le forze del potente sovrano Samory Turé complicò la situazione, passarono sotto l'occupazione francese nel 1897. Il regno divenne un protettorato, e nel 1898 l'intera regione passò sotto il controllo francese, anche se in alcune regioni il controllo francese rimaneva incerto.
La Convenzione franco-britannica del 14 giugno 1898 creò i confini moderni del Paese. Nel territorio francese, una guerra di conquista contro le comunità locali e i poteri politici continuò per circa cinque anni. Nel 1904, i territori del bacino del Volta, in gran parte pacificati, furono integrati alle colonie degli odierni Senegal e del Niger all'interno dell'Africa Occidentale Francese, nell'ambito della riorganizzazione dell'impero coloniale francese dell'Africa Occidentale. La colonia aveva la sua capitale a Bamako. La lingua dell'amministrazione coloniale e della scuola divenne il francese. Il sistema di istruzione rimase molto scadente durante il periodo coloniale; per molti anni era possibile ricevere un'istruzione avanzata solo a Dakar. La popolazione indigena era fortemente discriminata. Ad esempio, i bambini africani non potevano andare in bicicletta o raccogliere frutta dagli alberi, "privilegi" riservati ai figli dei coloni. La violazione di queste norme poteva portare i genitori in prigione.
I burkinabé parteciparono alla prima guerra mondiale all'interno della fanteria senegalese (tirailleurs sénégalais). Tra il 1915 e il 1916, in protesta contro l'arruolamento forzato e le forti tasse i distretti della parte occidentale dell'attuale Burkina Faso e della confinante frangia orientale del Mali insorsero, diventando teatro di una delle più importanti opposizioni armate al governo coloniale: la guerra del Volta-Bani. Il governo francese riuscì infine a reprimere il movimento, ma solo dopo aver subito delle sconfitte. Dovette anche organizzare la più grande forza di spedizione della sua storia coloniale da inviare nel paese per reprimere l'insurrezione. L'opposizione armata sconvolse il nord saheliano quando i Tuareg e i gruppi alleati della regione di Dori posero fine alla loro tregua con il governo.

La bandiera dell'Alto Volta

I francesi temevano il ripetersi di rivolte armate e avevano considerazioni economiche correlate. Per rafforzare la propria amministrazione, il governo coloniale separò l'attuale territorio del Burkina Faso dall'Alto Senegal e dal Niger. Così nel 1919 il Burkina Faso divenne una colonia separata (con il nome di Alto Volta); il primo governatore fu François Charles Alexis Édouard Hesling. Hesling avviò un ambizioso programma di costruzione di strade per migliorare le infrastrutture e promosse la crescita del cotone per l'esportazione. La politica del cotone, basata sulla coercizione, fallì e le entrate generate dalla colonia ristagnarono. Il 5 settembre 1932 la colonia fu smembrata e suddivisa fra Costa d'Avorio, Mali e Niger. La Francia ritornò sui suoi passi dopo la seconda guerra mondiale, con il diffondersi di sentimenti anticoloniali. La colonia fu quindi ricostituita il 4 settembre 1947 con gli stessi confini che aveva in precedenza.

#### Indipendenza

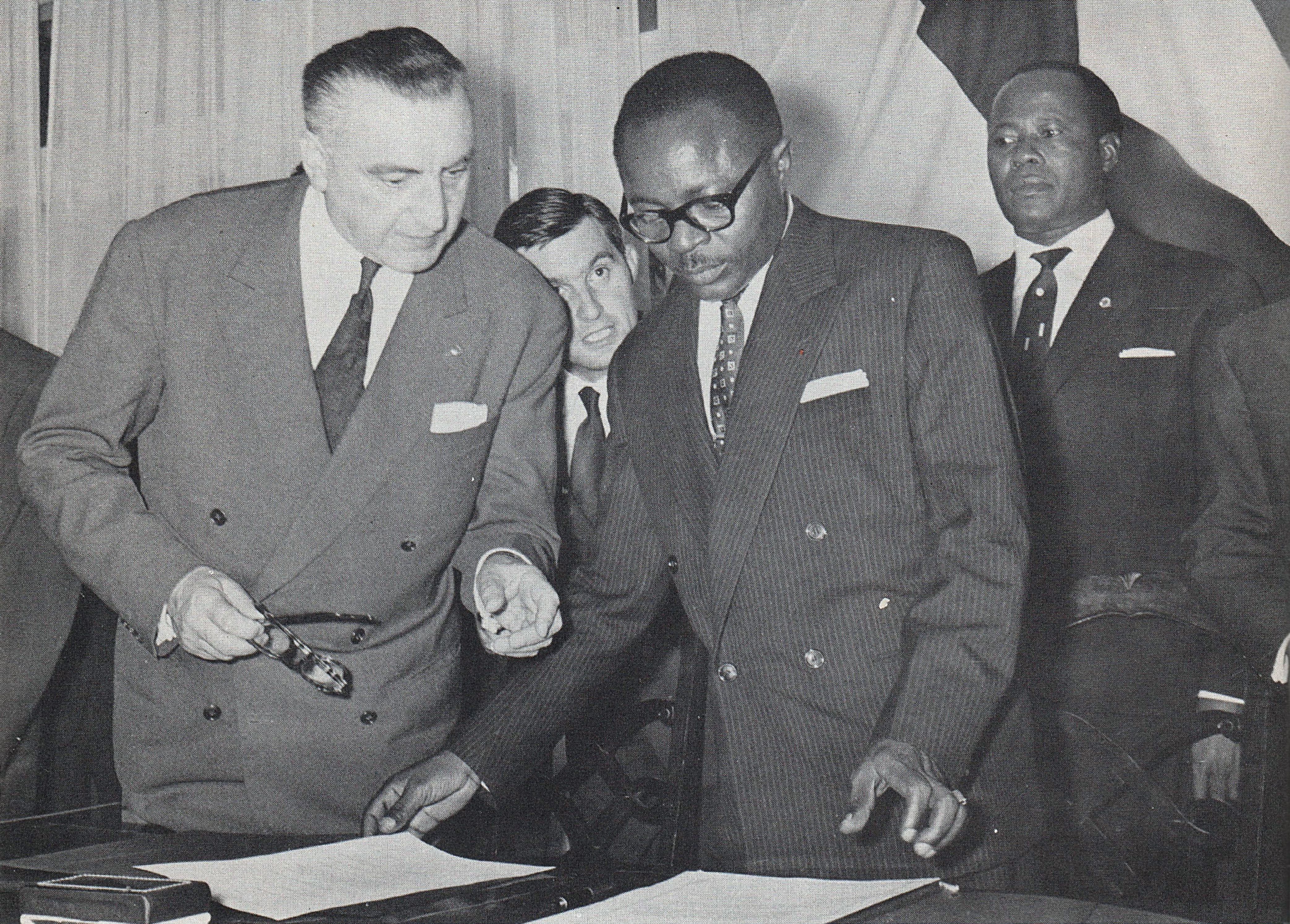
Maurice Yaméogo, primo presidente dell'Alto Volta, esamina i documenti relativi alla ratifica dell'indipendenza del Paese nel 1960.

L'Alto Volta ottenne l'autogoverno l'11 dicembre 1958, diventando una repubblica membro della Comunità Franco-Africana (La Communauté Franco-Africaine). Due anni dopo la Francia concesse l'indipendenza. La bandiera dello Stato rappresentava i tre affluenti del fiume Volta, che sono rispettivamente chiamati Volta Bianco, Nero e Rosso.
Come per molti altri stati africani, il periodo successivo all'indipendenza fu caratterizzato da una forte instabilità politica. Il primo presidente, Maurice Yaméogo, era il leader dell'Unione Democratica Voltaica (UDV). La costituzione del 1960 prevedeva l'elezione a suffragio universale di un presidente e di un'assemblea nazionale per un mandato di cinque anni. Subito dopo essere salito al potere, Yaméogo mise al bando tutti i partiti politici diversi dall'UDV. Il governo durò fino al 1966. Dopo molti disordini, tra cui dimostrazioni di massa e scioperi di studenti, sindacati e dipendenti pubblici, intervennero i militari.

#### Il governo di Lamizana e i molteplici colpi di stato
Un primo colpo di Stato, nel 1966, portò al potere i militari fino al 1978. I militari sospesero la costituzione e sciolsero il parlamento, mettendo il tenente colonnello Sangoulé Lamizana a capo del Paese. L'esercito rimase al potere per quattro anni. Il 14 giugno 1976, i burkinabé ratificarono una nuova costituzione che stabiliva un periodo di transizione di quattro anni verso un completo governo civile. Lamizana rimase al potere per tutti gli anni Settanta come presidente di governi militari o misti civili-militari. Il governo di Lamizana coincise con l'inizio della siccità e della carestia del Sahel, che ebbe un impatto devastante sull'Alto Volta e sui Paesi vicini. Dopo un conflitto sulla costituzione del 1976, una nuova costituzione fu scritta e approvata l'anno successivo. Lamizana fu rieletto con elezioni aperte nel 1978. Il governo di Lamizana dovette affrontare problemi con i sindacati, tradizionalmente potenti nel Paese, ma il 25 novembre 1980 il colonnello Saye Zerbo rovesciò il presidente con un colpo di Stato incruento. Il colonnello Zerbo istituì il Comitato militare di recupero per il progresso nazionale come autorità governativa suprema, sradicando così la Costituzione del 1977. Anche il colonnello Zerbo incontrò la resistenza dei sindacati e fu rovesciato due anni dopo dal maggiore Jean-Baptiste Ouédraogo e dal Consiglio di Salvezza Popolare (CSP) nel colpo di Stato del 1982. Il CSP continuò a vietare i partiti e le organizzazioni politiche, ma promise una transizione verso un governo civile e una nuova costituzione.

#### Il governo di Sankara
Si svilupparono lotte intestine tra le fazioni di destra e di sinistra del CSP. Il leader della sinistra, il capitano Thomas Sankara, fu nominato primo ministro nel gennaio 1983, ma fu poi arrestato. Gli sforzi per liberarlo, diretti dal capitano Blaise Compaoré, sfociarono in un colpo di Stato militare il 4 agosto 1983.
Il governo di Sankara comprendeva il Consiglio Nazionale della Rivoluzione (CNR - francese: Conseil national révolutionnaire), con Sankara come presidente, e istituì i Comitati popolari per la difesa della Rivoluzione (CDR). Fu anche istituito il programma giovanile Pionieri della Rivoluzione. Sankara cercò di cambiare radicalmente il paese, in primis con il nome cambiato da Alto Volta a Burkina Faso, attraverso un decreto pubblicato il 2 agosto 1984 e confermato dall'Assemblea Nazionale il 4 agosto.
Sankara lanciò un ambizioso programma socioeconomico di cambiamento, uno dei più grandi mai intrapresi nel continente africano. La sua politica estera era incentrata sull'antimperialismo: il suo governo rifiutò tutti gli aiuti stranieri, spinse per la riduzione del debito, nazionalizzò tutte le terre e le ricchezze minerarie e scongiurò il potere e l'influenza del Fondo Monetario Internazionale (FMI) e della Banca Mondiale. Le sue politiche interne comprendevano una campagna di alfabetizzazione a livello nazionale, la ridistribuzione delle terre ai contadini, la costruzione di ferrovie e strade e la messa al bando delle mutilazioni genitali femminili, dei matrimoni forzati e della poligamia. Sankara sarà ricordato anche per essere stato il primo presidente africano ad aver denunciato la piaga dell'AIDS oltre che per le sue numerose critiche ai paesi più sviluppati sul problema del debito estero degli stati africani. Sankara propose all'assemblea di paesi francofoni di rifiutarsi collettivamente di pagare gli esorbitanti debiti per una semplice motivazione: l'impossibilità di pagarli. Non venne mai raggiunto un punto d'accordo. Negli anni Ottanta, quando la consapevolezza ecologica mondiale era ancora molto bassa, Sankara fu uno dei pochi leader africani a considerare la protezione dell'ambiente una priorità politica. Per far fronte all'avanzare del deserto e alle ricorrenti siccità, Sankara propose anche la piantumazione di fasce boschive di circa cinquanta chilometri, attraversando il Paese da est a ovest. Pensò poi di estendere questa fascia di vegetazione ad altri Paesi. La produzione cerealicola, vicina a 1,1 miliardi di tonnellate prima del 1983, si prevedeva che sarebbe salita a 1,6 miliardi di tonnellate nel 1987. Jean Ziegler, ex relatore speciale delle Nazioni Unite per il diritto all'alimentazione, affermò che il Paese "era diventato autosufficiente dal punto di vista alimentare".

#### Il colpo di Stato del 1987
Sankara venne fatto assassinare nel 1987 assieme a dodici funzionari governativi dal suo vice Blaise Compaoré, sostenuto da Francia e Stati Uniti, adducendo come causa il deterioramento delle relazioni diplomatiche con i Paesi confinanti causato dalle azioni del predecessore. Compaoré resse il paese per ventisette anni (rieletto per quattro mandati presidenziali). In seguito al colpo di Stato, Compaoré annullò le nazionalizzazioni, rovesciò quasi tutte le politiche di Sankara, riportò il Paese all'interno dell'FMI e, in ultima analisi, rinunciò a gran parte dell'eredità di Sankara. Dopo un presunto tentativo di colpo di Stato nel 1989, Compaoré introdusse riforme democratiche limitate nel 1990. Tra febbraio e aprile 2011, la morte di uno scolaro provocò proteste in tutto il Paese, accompagnate da un ammutinamento militare e da uno sciopero dei magistrati.

#### Le rivolte del 2014

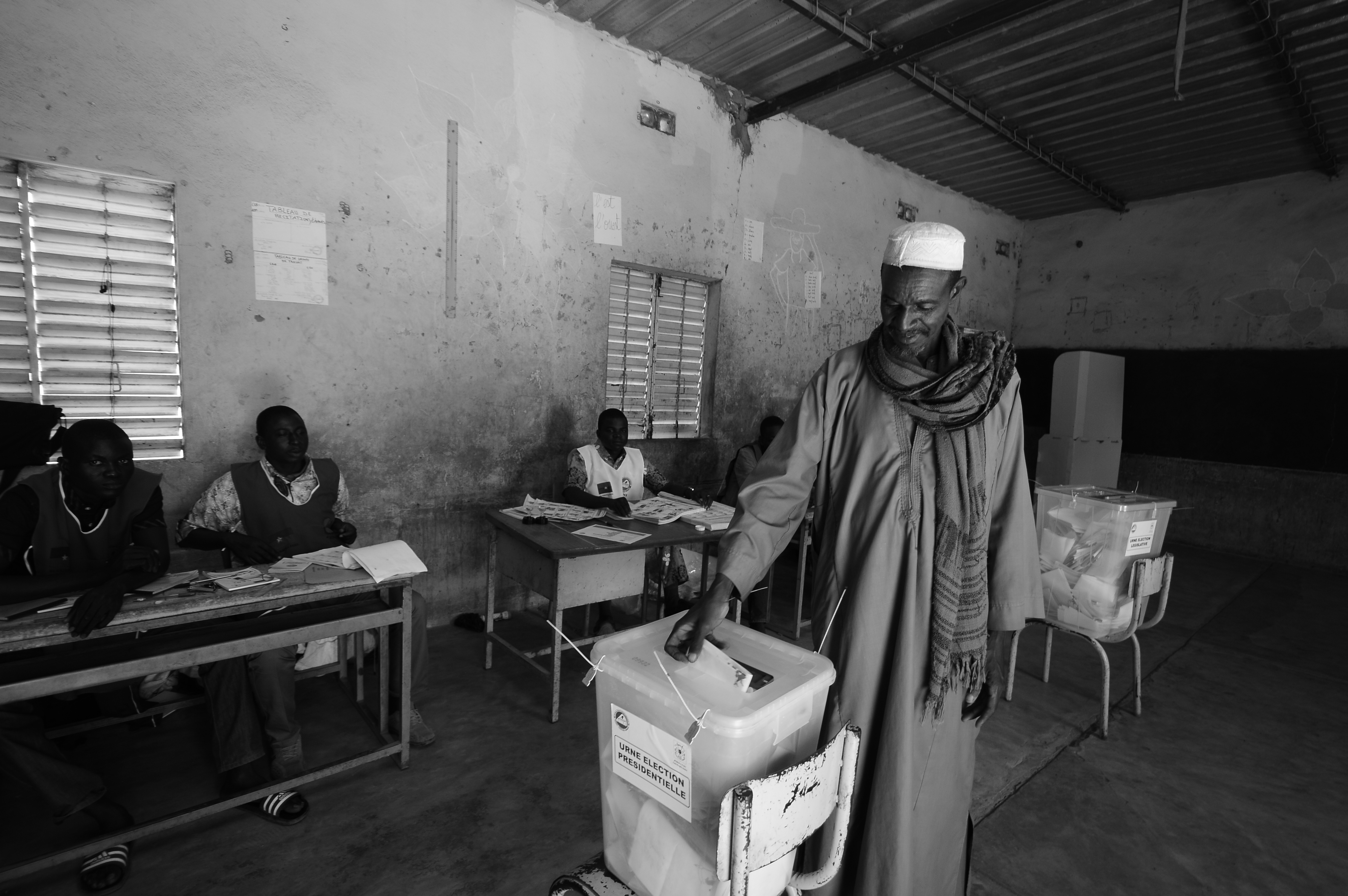
Un uomo vota alle elezioni del 2015, dopo ventisette anni ininterrotti del governo di Blaise Compaoré.

Il 31 ottobre 2014, dopo un'ampia sollevazione popolare contro una modifica costituzionale che gli avrebbe permesso un ulteriore rinnovo del mandato presidenziale, Compaoré si dimise con l'aiuto dei francesi e lasciò il posto ad una giunta militare provvisoria presieduta dal colonnello Yacouba Isaac Zida, in vista di nuove elezioni, da tenersi entro novanta giorni. Il 17 novembre 2014 arriva l'annuncio di un nuovo Presidente civile, Michel Kafando, mentre il colonnello Zida viene incaricato di formare un governo di transizione. Nel marzo 2015, dopo ventotto anni dai fatti, viene dato avvio ad un'inchiesta sulla morte dell'ex presidente Thomas Sankara, con la riesumazione, a maggio, dei corpi degli assassinati. Il 17 settembre seguente, a seguito di un nuovo colpo di Stato, il generale Gilbert Diendéré, che con Compaoré al potere aveva ricoperto l'incarico di Capo di Stato Maggiore, ha preso il controllo del Paese, facendo arrestare il presidente Michel Kafando (poi liberato il 18 settembre) e il primo ministro Yacouba Isaac Zida (poi liberato il 22 settembre). Il 23 settembre è stato raggiunto un accordo tra i lealisti e i golpisti e Michel Kafando è tornato al potere in attesa delle elezioni presidenziali previste per il 29 novembre. Queste hanno registrato la vittoria con oltre il 53% dei consensi di Roch Marc Christian Kaboré, candidato del partito Movimento Popolare per il Progresso (MPP). Nel gennaio 2019, a seguito delle dimissioni dell'intero esecutivo, il presidente del Paese ha nominato nuovo premier Christophe Joseph Marie Dabiré, che è subentrato al premier uscente Paul Kaba Thieba.

#### La presidenza di Kaboré e le rivolte jihadiste
Nell'agosto 2015 ebbe inizio un'insurrezione jihadista, parte della più vasta insurrezione islamica nel Sahel. Tra l'agosto 2015 e l'ottobre 2016, in tutto il paese furono attaccate sette diverse postazioni militari. Il 15 gennaio 2016 i terroristi attaccarono la capitale Ouagadougou, uccidendo 30 persone. Al-Qaida nel Maghreb islamico e al-Murabitun, che fino ad allora aveva operato soprattutto nel vicino Mali, rivendicarono l'attentato.
Il 29 novembre 2015 si svolsero le elezioni generali. Roch Marc Christian Kaboré vinse le elezioni al primo turno con il 53,5% dei voti, sconfiggendo l'imprenditore Zéphirin Diabré, che ottenne il 29,7%. Lo stesso giorno Kaboré prestò giuramento come presidente, anche se il suo partito, Mouvement du Peuple pour le Progrès (MPP), non riuscì ad ottenere la maggioranza parlamentare assoluta, avendo ottenuto 56 seggi su un totale di 127.
Il 21 dicembre 2015 un tribunale militare del Burkina Faso, a seguito dell'inchiesta avviata a marzo, ha emesso un mandato di cattura internazionale nei confronti di Compaoré, dal 2014 rifugiatosi in Costa d'Avorio, per l'omicidio dell'ex presidente Thomas Sankara e di dodici suoi collaboratori. Insieme a Compaoré sono stati incriminati per omicidio e concorso in omicidio anche altri esponenti della sua "vecchia guardia", tra cui Dienderé.
In alcune parti del paese iniziò quindi una guerra di fatto con i miliziani dello Stato Islamico e di Al Qaida, con un esercito che, come lamentato dallo stesso personale militare, mancava sia di attrezzature militari che di dotazioni logistiche. Ciò causò un forte malcontento tra i ranghi militari che, sentendosi abbandonati e sempre più in pericolo di vita, iniziarono più volte a contestare la mancanza di aiuto da parte del governo nella lotta contro i gruppi jihadisti. Conferme sullo stato delle forze armate burkinabé arrivarono anche da esperti stranieri.
Roch Marc Christian Kaboré fu rieletto per il suo secondo mandato come presidente nelle elezioni generali del Burkina Faso del 2020.  Sin dal suo insediamento, il governo di Kaboré ha dovuto affrontare più volte proteste per la cattiva gestione della crisi jihadista in corso nel paese. Il 22 gennaio 2022, il giorno prima del golpe, molti manifestanti scesero in piazza nella capitale chiedendo le dimissioni del presidente Kaboré, lamentando l'incapacità del governo nel fermare gli attacchi armati in tutto il paese.

#### I colpi di Stato del 2022
A fine gennaio 2022, i militari prendono il controllo del paese tramite il colpo di Stato e sciolgono tutte le istituzioni; estromettendo il presidente della repubblica ed il governo agli arresti per la crisi istituzionale e la guerra nel Sahel. Il 31 gennaio, la giunta militare ripristina la Costituzione, nominando Paul-Henri Sandaogo Damiba presidente ad interim e, il 3 marzo, quest'ultimo nomina primo ministro ad interim l'economista Albert Ouédraogo.
Il 30 settembre 2022, dopo circa 8 mesi di governo, Damiba viene rovesciato da un nuovo colpo di Stato che porta al potere Ibrahim Traoré, che accusa il suo precedessore, ancora una volta, di incapacità nel contenimento della rivolta jihadista, che avrebbero aumentato i propri attacchi, arrivando a controllare il 40% del paese.
Nel febbraio del 2024, almeno 15 fedeli cattolici sono stati uccisi nel villaggio Essakane nel nord del paese, durante un attacco terroristico condotto da uomini armati.

## Geografia

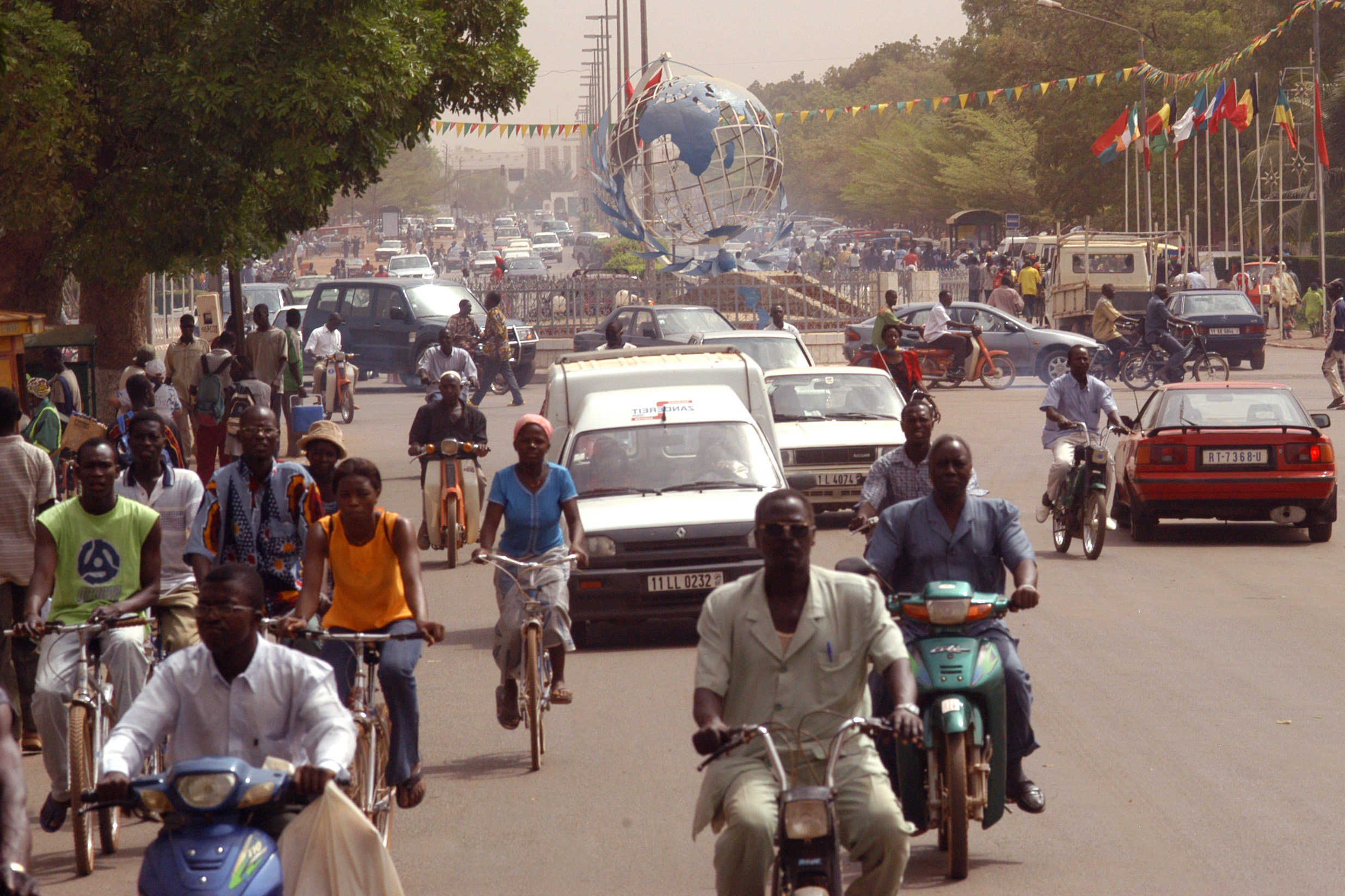
La Piazza dell'ONU a Ouagadougou, Burkina Faso

### Morfologia
L'altitudine media del Burkina Faso è di 400 m; si tratta quindi di una regione relativamente piana, con poche eccezioni localizzate.
La gran parte del territorio del Burkina Faso è costituito da un penepiano, in alcune zone mosso da poche colline, ultime vestigia di un massiccio del Precambriano. Il sudovest è invece dominato da un massiccio di arenaria; qui si trova la più alta vetta del paese, il Ténakourou (749 m s.l.m.). I bordi del massiccio sono costituiti da ripide scarpate, con dislivelli fino a 150 m.

### Idrografia
Il vecchio nome del paese, Alto Volta, si doveva a quattro importanti fiumi che ne attraversano il territorio: il Comoé, il Mouhoun (precedentemente chiamato Volta Nero), il Nakambé ("Volta Bianco") e il Nazinon ("Volta Rosso"). Il Mouhoun e il Comoé sono i due unici corsi d'acqua con presenza di acqua tutto l'anno.
Il bacino del fiume Niger costituisce il 72% della superficie del Paese. I tributari (Béli, Gorouol, Goudébo e Dargol) hanno andamento stagionale; sono in secca per circa metà dell'anno, ma possono anche causare notevoli inondazioni.
Fra i numerosi laghi del Burkina Faso i principali sono il Tingrela, il Bam e il Dem, oltre ai grandi bacini di Oursi, Béli, Yomboli e Markoye.

### Clima
Il clima del Burkina Faso è principalmente tropicale, con due stagioni distinte: la stagione delle piogge, da maggio-giugno a settembre (più breve nel nord), con precipitazioni comprese fra i 600 e i 900 mm; e la stagione secca, in cui soffia l'harmattan, un vento secco e caldo proveniente dal Sahara.

## Popolazione

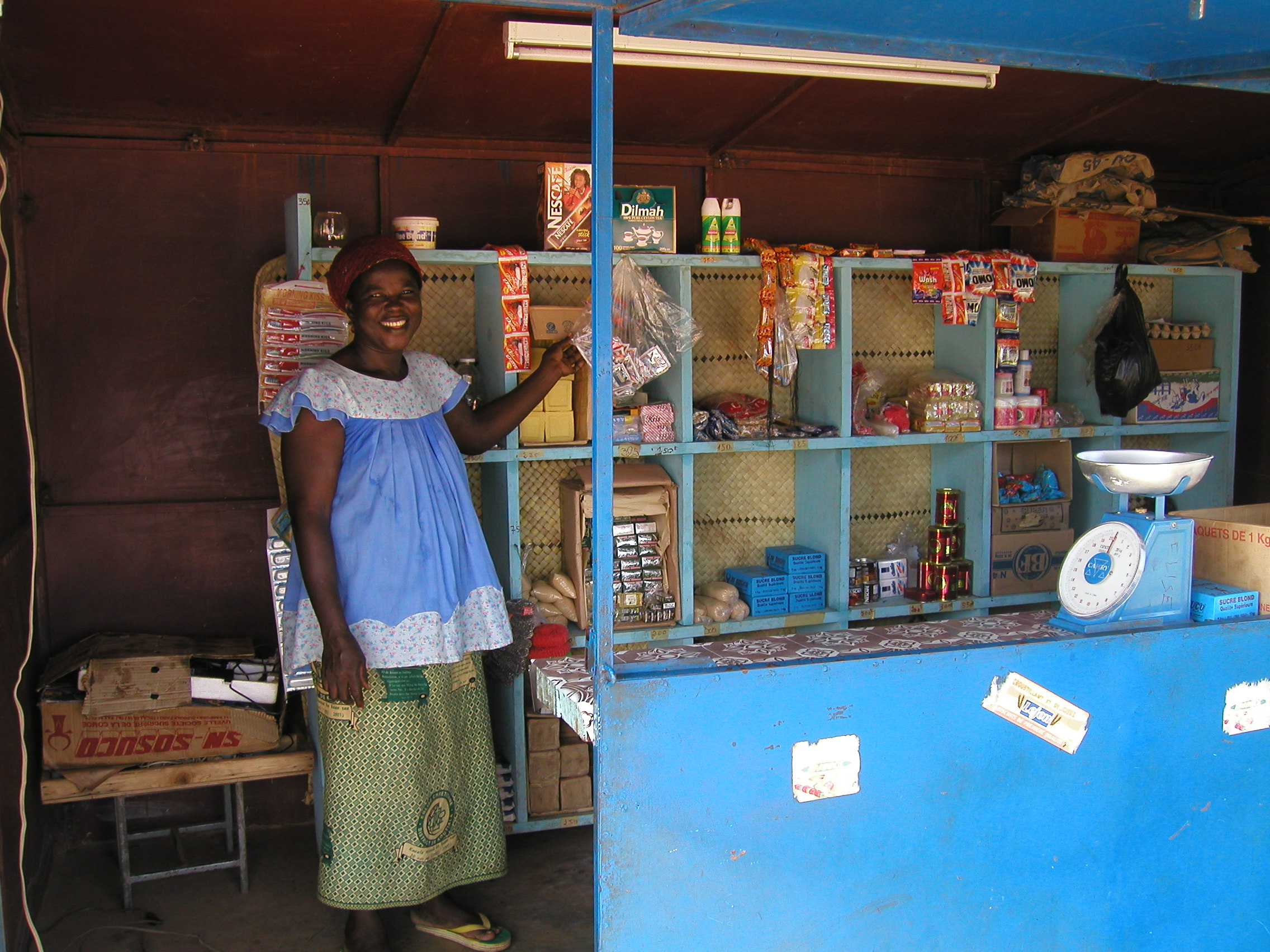
Un negozio.

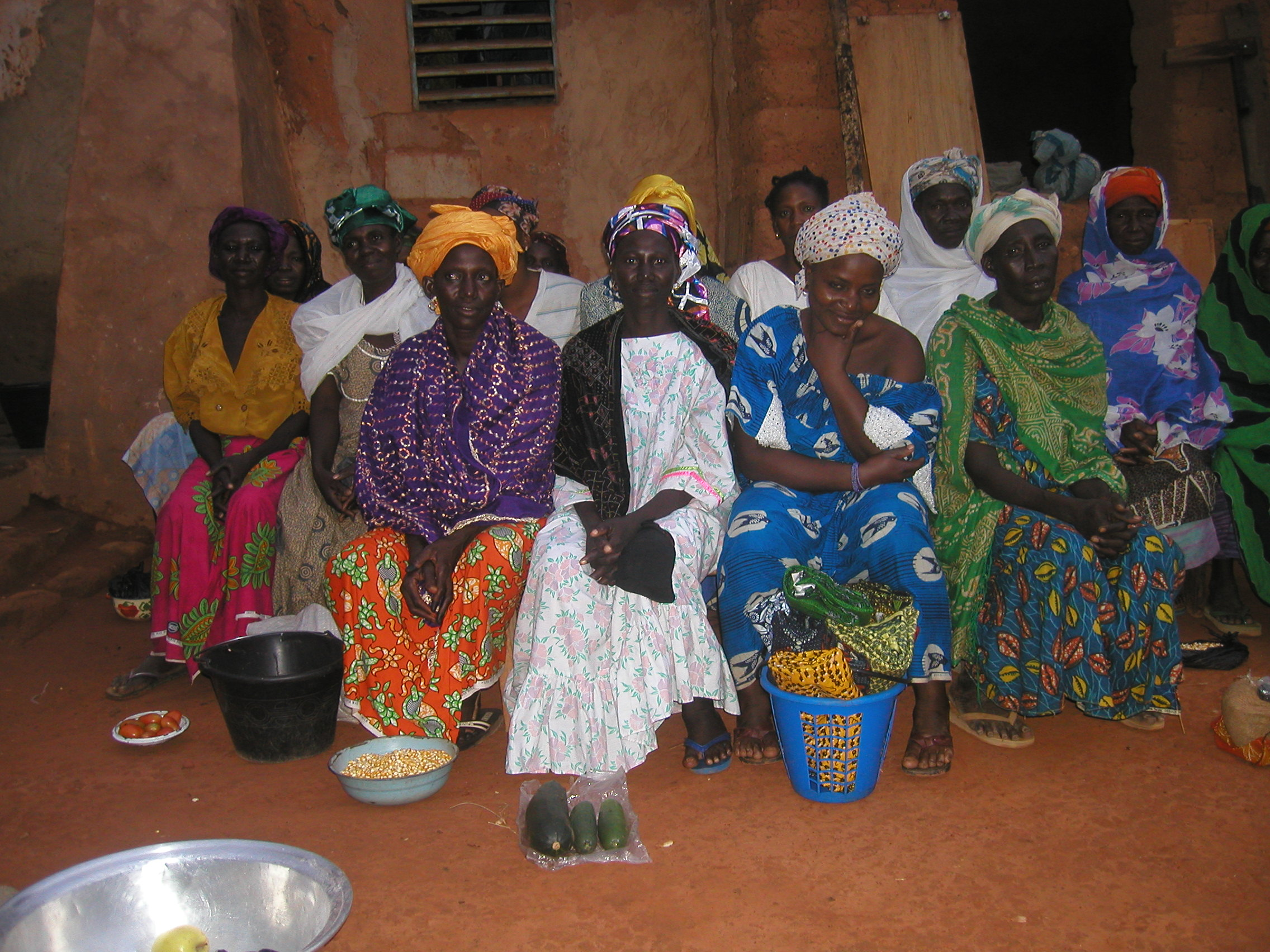
Venditrici a Bobo-Dioulasso.

Gli abitanti del Burkina Faso sono chiamati Burkinabé (pronunciato [burkiːnəˈbeː]).
La popolazione è concentrata nella parte centrale e meridionale del paese. A causa del forte tasso di disoccupazione, centinaia di migliaia di Burkinabé migrano stagionalmente nei paesi confinanti in cerca di lavoro.
Una campagna nazionale di iscrizione anagrafica straordinaria condotta nel 2009/2010 nell'ambito del programma Bravo! ha ridotto il numero di abitanti non presenti nei registri di stato civile da circa 3 600 000 a 1 140 000, portando al 95% la percentuale dei bambini di scuola primaria in possesso dell'atto di nascita.
- il primo livello è l'educazione prescolare dai 3 ai 6 anni. Questo livello ha tre sezioni. La sezione piccola per i bambini dai tre ai quattro anni, la sezione media per quelli dai quattro ai cinque anni e la sezione grande per quelli dai 5 ai 6 anni;
- il secondo livello è l'istruzione primaria dai 6 ai 12 anni. È sancito dal Certificate of Primary Studies (CEP). Il tasso di iscrizione alla scuola primaria per il periodo 2007-2009 è stato del 64% secondo le statistiche dell'UNICEF. Il tasso di iscrizione lordo è salito al 77,6% nel 2011 e poi al 79,6% nel 2012. Nonostante questo progresso, non sempre un gran numero di bambini ha accesso all'istruzione. Nel 2011/2012, 1.112.184 bambini dai 6 agli 11 anni erano fuori dal sistema scolastico;
- Il terzo livello è l'istruzione post-primaria dai 12 ai 16 anni ed è sancito dal Brevet d'études du premier cycle (BEPC).

### Demografia
L'aspettativa di vita in Burkina Faso è di poco inferiore ai 50 anni; l'età media degli abitanti è 17. Il tasso di crescita della popolazione, secondo una stima del 2000, è di 2,71%. Queste valutazioni tengono conto del forte impatto dell'AIDS (il 4% della popolazione ne è affetto) come causa di morte nel paese. Malgrado tutto, la popolazione è quadruplicata nell'ultimo mezzo secolo passando dai 4,8 milioni di abitanti nel 1960 agli attuali 20 milioni (fonte, US Census Bureau).

### Istruzione
L'istruzione in Burkina Faso è obbligatoria dai 6 ai 13 anni. Quella primaria è divisa in tre settori:
- il primo livello è l'educazione prescolare dai 3 ai 6 anni. Questo livello ha tre sezioni. La sezione piccola per i bambini dai tre ai quattro anni, la sezione media per quelli dai quattro ai cinque anni e la sezione grande per quelli dai 5 ai 6 anni;
- il secondo livello è l'istruzione primaria dai 6 ai 12 anni. È sancito dal Certificate of Primary Studies (CEP). Il tasso di iscrizione alla scuola primaria per il periodo 2007-2009 è stato del 64% secondo le statistiche dell'UNICEF. Il tasso di iscrizione lordo è salito al 77,6% nel 2011 e poi al 79,6% nel 2012. Nonostante questo progresso, non sempre un gran numero di bambini ha accesso all'istruzione. Nel 2011/2012, 1.112.184 bambini dai 6 agli 11 anni erano fuori dal sistema scolastico;
- Il terzo livello è l'istruzione post-primaria dai 12 ai 16 anni ed è sancito dal Brevet d'études du premier cycle (BEPC).

Quella secondaria in tre tipi di corsi:
- il percorso generale: costituisce un ciclo unico di tre anni e consente di conseguire il diploma di maturità di una delle serie: A, C, D, E e F;
- il percorso tecnologico: è anch'esso a ciclo unico triennale e porta al diploma di maturità di serie E, F, G, H;
- il percorso professionale, chiamato anche istruzione tecnica e professionale secondaria (ESTP). Costituisce la componente di formazione professionale del sistema di istruzione secondaria e comprende tre (3) cicli finalizzati all'integrazione professionale. Comprende il ciclo CAP (CEP + 4 anni), il ciclo BEP (BEPC o CAP + 2 anni) e il ciclo Baccalaureato Professionale (BEP + 2 anni).

Si può studiare in diverse università. Quattro sono pubbliche:
- Università di Ouagadougou, rettore delle università, creata nel 1974;
- Università Nazi Boni, creata nel 1997;
- Università Norbert Zongo fondata nel 2005, ribattezzata Università Zongo il 30 novembre 2017 dal capo dello Stato rappresentante Chériff Sy;
- Università Thomas Sankara, creata nel 2007.

### Etnie
I Burkinabé sono suddivisi in tre grandi gruppi etnico-culturali: i Voltaici, i Mandé e i Grussi, a cui si aggiungono circa 5 000 Europei. I Voltaici, più numerosi, includono il sottogruppo dei Mossi, che costituiscono circa metà della popolazione. I Bobo occupano la regione sud-occidentale di Bobo-Dioulasso mentre le aree aride del Sahel sono abitate da Tuareg, Peul e Hausa.

### Religioni
Circa il 50% della popolazione è di fede islamica, e il 30% cristiana. Il restante 20% è costituito principalmente da seguaci delle religioni africane tradizionali animiste. Elementi della tradizione animista si ritrovano anche nelle pratiche di culto cristiane e musulmane dei Burkinabé.

### Lingue
Il francese è l'unica lingua ufficiale del Paese, ma quella più parlata è la lingua more. Sono parlate numerose lingue locali e dialetti (ben 67).

## Ordinamento dello stato

### Suddivisione amministrativa
Il Burkina Faso è suddiviso in 17 regioni, 47 province, e 350 dipartimenti; l'ultima riforma amministrativa delle suddivisioni territoriali è del luglio 2025.

### Città principali
La capitale è Ouagadougou, chiamata dai locali "Ouaga", 1,475 milioni d'abitanti (2006). Altre città importanti sono Bobo-Dioulasso, Koudougou, Ouahigouya e Banfora.

### Istituzioni
Il Burkina Faso, in base alla Costituzione del 1991 è una repubblica semipresidenziale, dove il capo dello Stato, in carica per cinque anni, detiene il potere esecutivo, ed ha il potere di nominare il primo ministro.
Il parlamento è composto da 111 membri, mentre il potere giudiziario ha il suo vertice nella Corte suprema che tiene le sue sedute a Ouagadougou.

#### Istruzione e università
L'istruzione è obbligatoria per i ragazzi tra i 7 ed i 13 anni. Nonostante questo, ed il fatto che sia gratuita, il tasso di alfabetizzazione è molto basso: nel 2005 era pari al 36%.
Nel paese esistono le seguenti università: l'Università di Ouagadougou, fondata nel 1965 e Bouaké, e altre due a Bobo-Dioulasso e a Koudougou.
Dopo 27 anni di dittatura a seguito dell'attentato al presidente Thomas Sankara da parte dell'ex presidente dittatore Blaise Compaoré il 15 ottobre 1987, il 29 novembre 2014 il Burkina Faso ha deciso le sorti presidenziali eleggendo Roch Marc Christian Kaboré che reinstaurerá una repubblica.

## Economia
Con un PIL procapite di 1 415 $, (dato del 2012 a parità di potere d'acquisto) il Burkina Faso è uno dei paesi più poveri del mondo. Gran parte della sua economia è finanziata da aiuti internazionali.
L'elevatissimo tasso di disoccupazione causa un altrettanto notevole fenomeno di emigrazione; circa tre milioni di Burkinabé vivono stabilmente in Costa d'Avorio.

### Agricoltura e allevamento
Dei 27,42 milioni di ettari di superficie territoriale, il 29 % ricade nel Sahel, il resto nella sottostante fascia sudanese. Dei 5,76 milioni di ettari coltivabili, 3,64 milioni sono coltivati; i pascoli occupano 16,75 milioni di ettari.
L'agricoltura è generalmente praticata da aziende familiari che coltivano da tre a sei ettari. Si tratta di un'agricoltura di sussistenza, con prevalenza dunque delle colture alimentari (miglio, sorgo, fonio, mais e riso). Gli altri prodotti agricoli comprendono il cotone, principale prodotto di esportazione, il fagiolo dell’occhio, l'arachide, il sesamo, gli ortofrutticoli e la canna da zucchero. L'irrigazione interessa meno dell'uno per cento della superficie coltivata, sulla quale si pratica in genere un'agricoltura estensiva, con bassi rendimenti, crescenti da nord a sud, in parallelo con la pluviometria e la fertilità dei suoli.
L'allevamento, soprattutto di bovini (8,7 milioni di capi nel 2012), piccoli ruminanti (21,8 milioni di capi) e pollame (42 milioni di capi) rappresenta una fonte importante di reddito, contribuendo per il 19% alle esportazioni (media 1994-1998). Anche per questa attività la produttività è molto bassa.

### Foreste
Le foreste coprono circa 6,6 milioni di ettari e sono situate principalmente nei due parchi nazionali al confine con Bénin e Togo. I prodotti forestali principali sono la legna da ardere e da opera, il karité, la fauna e il miele. La deforestazione annuale è dell'ordine di 40.000 - 60.000 ettari, mentre la riforestazione si aggira sui 1.000 ettari.

### Produzione agricola, commercio e sicurezza alimentare
Dal 2002 al 2011 il Prodotto interno lordo (PIL) è passato da 3.290 a 10.187 milioni di dollari, con una partecipazione del settore agricolo del 33,8 per cento nel 2011. Nello stesso anno, il settore impiega il 92 per cento della popolazione attiva, senza differenze di genere. Il bilancio cerealicolo nazionale della campagna agricola 2011-2012 presenta un saldo negativo di circa 158.000 tonnellate, compensato in parte dalle importazioni e dagli aiuti alimentari. Il 51 per cento delle famiglie contadine non riesce a coprire i propri fabbisogni cerealicoli.
Il 46,4 per cento della popolazione vive sotto la soglia della povertà, che colpisce in particolare la popolazione rurale (52,6 per cento); la sicurezza alimentare del 40 per cento della popolazione è a rischio. Le principali cause della povertà rurale sono le seguenti: scarsità e limitata fertilità delle terre coltivabili; sistemi di comunicazione e di trasporto insufficienti; ampie variazioni delle condizioni climatiche; produttività limitata caratteristica dell'agricoltura di sussistenza.

### Risorse minerarie
Altre risorse, di minore rilievo, sono quelle minerarie: soprattutto rame, ferro, manganese (a Tambao) e oro. Infine, relativamente attivo è il settore dell'artigianato.

### Commercio
A Ouagadougou si tiene ogni due anni una delle più importanti fiere di prodotti artigianali dell'intera Africa, il SIAO (Salon International de l'Artisanat de Ouagadougou).

### Trasporti
Il paese dispone di una rete ferroviaria complessiva di soli 600 km, ma è in fase di costruzione una linea che collegherà la capitale a Tambao che si sta sviluppando in virtù dell'attività estrattiva.
Sono presenti anche circa 12 000 km di strade, di cui solo una piccola parte (circa il 16%) è asfaltata.
L'unico aeroporto internazionale si trova nella capitale Ouagadougou.

## Ambiente
Il Burkina Faso non ha sbocchi sul mare e il territorio presenta una grande varietà di ambienti naturali, dalle aspre zone desertiche e semidesertiche del nord ai boschi e alla savana della verde regione sud-occidentale. Nei pressi di Banfora le piogge sono particolarmente intense e ci sono rigogliose foreste, coltivazioni di canna da zucchero e risaie; è qui che si trova l'esiguo 13% di terre coltivabili del Burkina Faso. Tuttavia, la caratteristica predominante del territorio è il vasto altopiano centrale di laterite del Sahel, dove crescono rigogliosi alberi e arbusti. I francesi chiamarono il paese Alto Volta per via dei tre fiumi più importanti - il Volta Nero, il Volta Bianco e il Volta Rosso, che oggi vengono chiamati Mouhoun, Nakambé e Nazinon. Scorrono tutti verso sud e sfociano nel più grande bacino artificiale del mondo, il Lago Volta, situato in Ghana.
Il Parc National d'Arly, nei pressi del confine con il Benin, è la dimora delle poche specie animali di grossa taglia rimaste nel Burkina Faso, come elefanti, ippopotami, facoceri, babbuini, scimmie, leoni, leopardi, coccodrilli e diverse specie di antilopi.
Le due maggiori aree protette del Burkina Faso - il Parc National d'Arly, che dà accesso ai parchi nazionali del Benin appena oltre il confine, e il Ranch de Nazinga - si trovano nell'angolo sud-orientale del paese. Il Parc National des Deux Balés, a sud di Boromo, è meno attrezzato per i turisti, ma ospita elefanti. Il Parc Regional du W si estende tra il Burkina Faso, il Niger e il Benin, ma le zone più interessanti si trovano oltre il confine. Purtroppo, la caccia (praticata anche dai turisti) rappresenta ancora un problema.
Il Burkina Faso è gravemente colpito da due forme collegate di danno ambientale: la deforestazione e l'erosione del suolo. Secondo alcune fonti, a causa di questi fenomeni il PIL si riduce ogni anno del 9%. Oggi, Ouagadougou è circondata da una fascia di 70 km di terreno praticamente privo di alberi. Il fabbisogno energetico del paese viene coperto per oltre il 90% con il consumo di legna, a cui si aggiungono il disboscamento a scopo commerciale, la pratica agricola del «taglia e brucia» e l'estensione delle zone adibite a pascolo. Se a queste devastazioni si sommano la minaccia perenne di siccità e l'invasione delle locuste del 2004, il futuro ecologico del Burkina Faso appare decisamente fragile. Fortunatamente, non ci sono solo notizie negative. Alcuni piccoli progetti portati avanti da organizzazioni non governative (ONG) si sono dimostrati molto efficaci nel risolvere questi problemi a livello locale. Per esempio, i contadini sono stati incoraggiati a sfruttare le acque sotterranee, anziché affidarsi alle imprevedibili piogge, e a tornare ai metodi tradizionali di coltivazione, in particolare a ripristinare la costruzione delle diguettes, file di pietre disposte lungo i margini dei campi che impediscono il deflusso dell'acqua e al tempo stesso ne favoriscono la penetrazione nel terreno riducendo l'erosione. Un programma realizzato con successo dall'Organizzazione Mondiale della Sanità (OMS) ha debellato la cecità fluviale (oncocercosi) e ha consentito il ripopolamento e la ripresa dello sfruttamento agricolo di vaste aree fertili.

## Cultura

### Patrimoni dell'umanità
Diversi siti del Burkina Faso sono stati iscritti nella Lista dei patrimoni dell'umanità dell'UNESCO.

### Architettura
In ambito architettonico, nel XXI secolo, si è distinta la figura di Diébédo Francis Kéré, Premio Pritzker (2022).

### Produzione letteraria
In campo letterario ricordiamo la figura di Nazi Boni, il primo scrittore del Burkina Faso.

### Musica
In campo musicale spiccano, tra gli altri, Robert Ouédraogo e Kassoum Diarra.

### Cinema
Il cinema del Burkina Faso rappresenta una parte importante dell'industria filmografica dell'Africa Occidentale.
Il contributo del Burkina Faso al cinema Africano risale alla costituzione del film festival Festival Panafricain du Cinéma de Ouagadougou (Fespaco), lanciato come settimana del cinema nel 1969.
Molti dei produttori nazionali sono conosciuti a livello internazionale e hanno vinto premi internazionali.
Per molti anni la sede della Federation of Panafrican Filmmakers (FEPACI) fu in Ouagadougou, salvata nel 1983 da un periodo di inattività dall'entusiastico intervento e contributo economico del Presidente Sankara (nel 2006 il Secretariat del FEPACI si trasferisce in Sudafrica ma la sede centrale dell'organizzazione rimane a Ouagadougou).
Tra i registi più conosciuti del Burkina Faso: Gaston Kaboré, Dani Kouyate e Idrissa Ouédraogo, il cui film Samba Traoré ha vinto nel 1993 l'Orso d'Argento al Festival internazionale del cinema di Berlino.
Il Burkina Faso produce anche famose serie televisive quali Bobodjiouf e Kayjetrabh. Tra i produttori più conosciuti a livello internazionale: Ouedraogo, Kabore, Yameogo, e Kouyate.

## Sport
Ogni anno a novembre si svolge il Tour du Faso. Inoltre sta avendo un notevole successo il calcio. La Nazionale di calcio del Burkina Faso ha partecipato 11 volte alla Coppa d'Africa e il suo miglior risultato è stato il secondo posto nell'edizione 2013.

### Giochi olimpici
La prima medaglia olimpica vinta dal Burkina Faso è la medaglia di bronzo conquistata nel salto triplo da Hugues Fabrice Zango, a Tokyo 2020.

### Atletica
Hugues Fabrice Zango ha conquistato la medaglia d'oro nel salto triplo ai Campionati del mondo di atletica leggera 2023 di Budapest.

## Gastronomia
La cucina del Burkina Faso è per lo più di tipo rurale.

## Tradizioni

### Festività
- 11 dicembre: si celebra la Fête nationale, cioè l'anniversario dell'istituzione della Repubblica, nel 1958.